# 9510 Gurnemanz
9510 Gurnemanz este o planetă minoră (asteroid) din centura de asteroizi. A fost descoperită pe 16 octombrie 1977 la Observatorul Palomar de Cornelis Johannes van Houten și a fost numită după Gurnemanz⁠(d). 
Obiectul prezintă o orbită caracterizată de o semiaxă mare de 3,081968 UAi, o excentricitate de 0,02, o înclinație de 10,11392 ° în raport cu ecliptica.